# Niamh Kavanagh
Niamh Kavanagh [ˈniːv ˈkævənɔː]IPA (* 13. února 1968 Dublin) je irská zpěvačka a vítězka Eurovision Song Contest 1993 s písní „In Your Eyes“.

## Začátky a mládí
Narodila se v Dublinu. Její otec byl zpěvák a saxofonista. Jako dítě často zpívala na rodinných oslavách. Mezi její největší vlivy patří Aretha Franklin, Ella Fitzgerald a Blood, Sweat & Tears, které poslouchala již v útlém věku, stejně jako Bonnie Raitt.
Svou hudební kariéru započala jako vokalistka. V roce 1991 se podílela na nahrávání soundtracku k filmu Alana Parkera The Commitments, kdy nazpívala písně „Destination Anywhere“ nebo „Do Right Woman, Do Right Man“. Později pracovala jako televizní moderátorka.

## Eurovision Song Contest

### 1993
Dne 14. března 1993 se ve věku 25 let zúčastnila národního irského výběru Eurosong 1993 televize RTÉ, ve kterém se volil irský reprezentant pro Eurovision Song Contest 1993. Ročník se konal ve městě Millstreet, v hrabství Cork na jaře. Národní výběr se konal v dublinském Point Theatre.
Niamh Kavanagh s písní „In Your Eyes“ vystoupila jako první v pořadí. Autorem textu i hudby písně je Jimmy Walsh. O vítězi národní show rozhodovala odborná porota z deseti irských regionů. Se ziskem 118 bodů a náskokem 29 bodů na druhého soutěžícího se stala reprezentantkou Irska.
Ve finále Eurovision Song Contest 1993 vystoupila jako čtrnáctá v pořadí z pětadvaceti soutěžících. Během hlasování si Irsko několikrát vyměnilo vedoucí pozici s Velkou Británií. Bodový rozdíl byl těsný a proto o vítězi rozhodla poslední hlasující země.

### 2010
Podruhé reprezentovala Irsko v roce 2010 s písní „It's for You“, a to díky vítězství v národním kole Eurosong 2010, ve kterém jednoznačně porazila čtyři soupeře. Na Eurovizi ale skončila s 25 body až na 23. místě.